# Agelasta thailandensis
Agelasta thailandensis là một loài bọ cánh cứng trong họ Cerambycidae.